# 雷娜·马罗肯
雷娜·安吉利卡·马罗肯（英語：Reyna Angélica Marroquín，1941年12月2日—1969年1月），是一名萨尔瓦多女性，在1969年被谋杀，直到1999年才在商人霍华德·B·埃尔金斯（英語：Howard B. Elkins）位于纽约州杰里科的旧居里找到尸体。霍华德·B·埃尔金斯被确认是主要嫌疑人，但他在被起诉和进行彻底审问前就已自杀。

## 犯罪
1999年9月2日，在纽约州拿骚县杰里科一栋房子的低天花板地下室内，一个55加仑的旧桶里发现有一个近30岁的西班牙裔怀孕女性的尸骸，身高在145到152厘米之间，做过少见的牙科手术，死亡原因是头部钝伤。桶里还装着聚苯乙烯小球，两个戒指（一个上面写着“M.H.R.”），一个写着“致帕特里斯·洛夫叔叔菲尔”的吊坠，绿色染料，和一本地址簿。
这个桶是在1965年制造的，用于运输染料，标记显示桶被运到Melrose Plastic公司。Melrose Plastic是一家人造花卉公司，部分股权由当地商人霍华德·B·埃尔金斯所持有，他一直持有杰里科的房子，直到1972年他卖掉塑料业务，和妻子搬到佛罗里达州博卡拉顿。在红外线下，地址簿一些地方可以得到辨别。第一页上写的绿卡卡号属于28岁的萨尔瓦多移民雷娜·安吉利卡·马罗肯，她曾做过保姆，并在曼哈顿东34街一家工厂的合成花制造商工作。书中的一个电话号码属于凯西·安德拉德，她曾是马罗肯的朋友。安德拉德告诉警方，马罗肯一直与埃尔金斯有婚外情，但在告诉埃尔金斯妻子这件事后，她便开始害怕他。安德拉德去了马罗金的公寓，发现里面空荡荡，之后再也没有听到她的消息。

## 调查
调查埃尔金斯的探员发现他不合作，于是告诉埃尔金斯他们打算拿他的DNA与马罗金体内发现的胎儿进行比对。第二天即1999年9月10日，埃尔金斯被发现死在他的汽车后座上，使用他当天在沃尔玛商店购买的一把12口径莫斯伯格500泵动式猎枪自杀。DNA测试表明埃尔金斯很有可以是胎儿的父亲。
调查人员认为埃尔金斯去了马罗肯在新泽西州的公寓或是引诱她到工厂并杀了她，然后他把她的尸体带到拿骚县的房子里，可能是打算把她从船上扔到海里，但在向桶里装满塑料球以确保下沉后，他发现桶太重了无法移动，就把桶留在了地下室。
作家奥斯卡·科拉尔去了萨尔瓦多圣萨尔瓦多省圣马丁，马罗肯95岁的母亲告诉他，她梦见马罗肯被困在一个桶里。马罗肯被埋在萨尔瓦多，她的母亲一个月后去世，并和她埋葬在同一处。

## 相关媒体
- 《新侦探（英语：The New Detectives）》“破碎的信任”（2004年）。[2]
- 《谋杀书》“花鼓谋杀案”（2015年）。[6]
- 《蓝纽约警察（英语：NYPD Blue）》“把桶滚出来”（2000年4月25日）。[12]
- 《法医档案（英语：Forensic Files）》“来自远方的声音”（2000年）。[10]
- 《坟墓秘密》第2季第1集“楼梯下”（2017年11月14日首播）。[13]
- 《桶中女士》“被埋在后院”（2018年6月17日首播）。[14]